# Томпсон, Крис (британский музыкант)
Крис Томпсон (англ. Chris Thompson, полное имя Кристофер Гамлет Томпсон, англ. Christopher Hamlet Thompson; 9 марта 1948 Ашфорд, Кент) — британский музыкант (певец и гитарист), участник групп Manfred Mann’s Earth Band, Night и The Alan Parsons Project.
Наибольшую известность получил, играя в семидесятые годы в группе Manfred Mann’s Earth Band, с которой он в общей сложности записал десять альбомов:
- The Roaring Silence (1976)
- Watch (1978)
- Angel Station (1979)
- Chance (1980)
- Somewhere in Afrika (1983)
- Budapest Live (1984)
- Criminal Tango (1986)
- Soft Vengeance (1996)
- Mann Alive (1998)
- 2006 (2004)